# Liban (okręg Harghita)
Liban (węg. Libán) – wieś w Rumunii, w okręgu Harghita, w gminie Suseni. W 2011 roku liczyła 59 mieszkańców.